# Цяхцин
Цяхцин (пол. Ciachcin) — село в Польщі, у гміні Бельськ Плоцького повіту Мазовецького воєводства.
Населення — 169 осіб (2011).
У 1975-1998 роках село належало до Плоцького воєводства.

## Демографія
Демографічна структура станом на 31 березня 2011 року:
|          | Загалом | Допрацездатний вік | Працездатний вік | Постпрацездатний вік |
| -------- | ------- | ------------------ | ---------------- | -------------------- |
| Чоловіки | 84      | 16                 | 61               | 7                    |
| Жінки    | 85      | 14                 | 55               | 16                   |
| Разом    | 169     | 30                 | 116              | 23                   |